# Terejové
Terejové (Suliformes) je řád vodních ptáků. Skupina zahrnuje následující recentní čeledi: terejovití (Sulidae), fregatkovití (Fregatidae), kormoránovití (Phalacrocoracidae) a anhingovití (Anhingidae). Terejové jako samostatný řád se začal uznávat teprve v 10. letech 21. století a vznikl vydělením zmíněných čeledí z řádu Pelecaniformes (dříve veslonozí, dnes označován jako brodiví a pelikání), který se ukázal jako polyfyletický.

## Systematika
Jedny z prvních autorit, které tereje uznaly za samostatný řád, byla Mezinárodní ornitologická komise, resp. IOC World Bird List (2010), a Americká ornitologická unie (2011). Rozeznávají se následující 4 čeledi:
- Sulidae – terejovití
- Fregatidae – fregatkovití
- Phalacrocoracidae – kormoránovití
- Anhingidae – anhingovití

Vnitřní vztahy terejů zobrazuje následující kladogram:
|  | Sulidae (terejovití)                                                                           |
|  |                                                                                                |
|  | \| \| Anhingidae (anhingovití) \| \| \| \| \| \| Phalacrocoracidae (kormoránovití) \| \| \| \| |
|  |                                                                                                |
|  | Anhingidae (anhingovití)                                                                       |
|  |                                                                                                |
|  | Phalacrocoracidae (kormoránovití)                                                              |
|  |                                                                                                |

|  | Anhingidae (anhingovití)          |
|  |                                   |
|  | Phalacrocoracidae (kormoránovití) |
|  |                                   |

|  | Sulidae (terejovití)                                                                           |
|  |                                                                                                |
|  | \| \| Anhingidae (anhingovití) \| \| \| \| \| \| Phalacrocoracidae (kormoránovití) \| \| \| \| |
|  |                                                                                                |
|  | Anhingidae (anhingovití)                                                                       |
|  |                                                                                                |
|  | Phalacrocoracidae (kormoránovití)                                                              |
|  |                                                                                                |

|  | Anhingidae (anhingovití)          |
|  |                                   |
|  | Phalacrocoracidae (kormoránovití) |
|  |                                   |